# William Hawthorne
William Rede Hawthorne CBE, FRS, FREng (22 de maio de 1913 — 16 de setembro de 2011) foi um engenheiro britânico.